# Noth (Creuse)
Noth település Franciaországban, Creuse megyében. Lakosainak száma 495 fő (2022. január 1.). Noth Lizières, Naillat, La Souterraine, Saint-Agnant-de-Versillat, Saint-Léger-Bridereix és Saint-Priest-la-Plaine községekkel határos.

## Népesség
A település népességének változása:
| Lakosok száma | 544  | 451  | 477  | 510  | 527  | 515  | 499  | 491  | 489  | 495  |
|               | 1968 | 1982 | 1990 | 2006 | 2013 | 2015 | 2017 | 2019 | 2020 | 2022 |